# Kumbhakarna
Pour la montagne de l'Himalaya, voir Jannu.

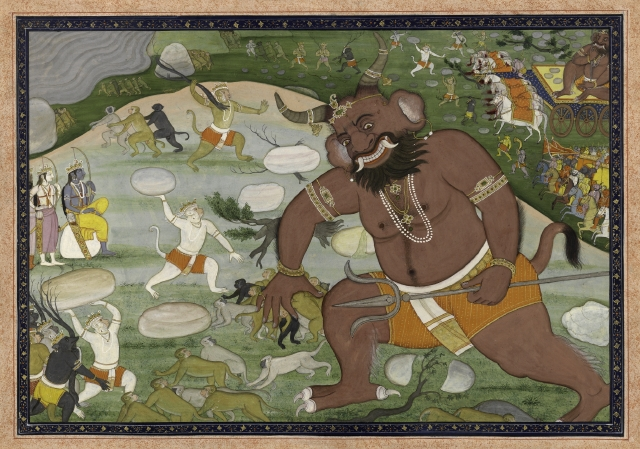
Le roi singe Hanouman affronte Kumbhakarna en présence de Râma et Lakshmana (à gauche). Illustration du Ramayana d'époque moghole, vers 1820-1920.

Kumbhakarna est un démon de l'hindouisme,, frère du démon Ravana. Classifié comme un rakshasa, il est évoqué dans l'épopée du Ramayana. Il affronte Indra et Râma, qui finit par le tuer.